# Voćno vino
Voćno vino je napitak. Ovaj prehrambeni proizvod dobivamo fermentacijom soka ili masulja od svježeg i za to pogodnog koštičavog, jezgričavog, jagodičastog, bobičastog ili ostalog voća, a u smislu Pravilnika o voćnim vinima RH grožđe ne spada u voće. Nužni uvjet je da uz to ima minimalni sadržaj prirodnog alkohola 1,2 % vol.
Voćno vino može biti desertno, aromatizirano, biser i pjenušavo.
Za razumijevanje proizvodnje voćnog vina bitni su pojmovi voćnog masulja, voćnog mošta, voćnog mošta u fermentaciji, voćnog soka, voćne komine, taloga voćnog vina, pojačavanja volumnog udjela alkohola i alkoholne jakosti.
Voća u smislu pravilnika o voćnim vinima su:
- koštičavo voće – šljiva (Prunus domestica), trešnja (Prunus avium), višnja (Prunus ceracus), trnina (Prunus spinosus), liči (Litchi chinensis), drenjina (Cornus mas), marelica (Prunus armeniaca), breskva (Prunus persica), rogač (Ceratonia siliqua) i dr.;
- jezgričavo voće – jabuka (Malus domestica), dunja (Cydonia oblonga), kruška (Pyrus communis) i dr.;
- jagodičasto ili bobičasto voće – borovnica (Vaccinium myrtillus), ogrozd (Ribes grossularia), ribiz (Ribes spp., jagoda (Fragaria spp.), kupina (Rubus fruticosus), ostrušica (Rubus caesius), malina (Rubus idaeus), dud (Morus spp.), brusnica (Vacciniurn vitis-idaea), planika (Arbutus unedo), bazga (Sambucus nigra) i dr.
- ostalo voće: sva ostala voća koja ne spadaju u gornja. Grožđe u smislu Pravilnika o voćnim vinima ne spada u voće.